# كويتياس
كويتياس (بالبرتغالية: Cutias‏) هي بلدية تقع في البرازيل في أمابا. يقدر عدد سكانها بـ 4,634 نسمة وترتفع عن سطح البحر 6 متر.